# Copa Norte de Futebol
A Copa Norte foi uma competição futebolística brasileira disputada por equipes da Região Norte do Brasil - com exceção do Tocantins - juntamente com os do Maranhão e Piauí, da Região Nordeste. Em 1997, 1998 e 1999, os campeões da Copa Norte ganharam o direito de participar da extinta Copa Conmebol. Entre 2000 e 2002, os vencedores participaram da também extinta Copa dos Campeões.
A Copa Norte era organizada pela CBF e foi realizada entre os anos de 1997 a 2002, deixando de existir um ano depois devido à alteração no calendário do futebol brasileiro. Em seis edições realizadas, houve quatro campeões diferentes: o São Raimundo-AM é o maior vencedor, com três títulos, enquanto Rio Branco-AC, Sampaio Corrêa e Paysandu têm um título cada.

## História

### Precedentes
A primeira competição regional a englobar equipes da Região Norte foi o Torneio Hexagonal Norte-Nordeste de 1967. Porém, a disputa não fazia distinção entre as regiões. Já de 1968 a 1970, os clubes nortistas disputavam o Torneio do Norte, que funcionava como fase regional do Torneio Norte–Nordeste. Nas duas primeiras edições, o vencedor foi o Remo e ganhou o direito de disputar a final do Norte–Nordeste contra o vencedor do grupo do Nordeste.[carece de fontes?] Já na edição de 1970, o Fast Clube foi o vencedor e se classificou para o quadrangular final geral.
Em 1971, foi disputado a Taça Norte–Nordeste, em modelo similar ao Torneio Norte–Nordeste, mas funcionando como zona regional da Série B do mesmo ano. Dessa vez, o campeão do grupo do Norte foi novamente o Remo.[carece de fontes?] No ano seguinte, a segunda edição acabou não sendo realizada, uma vez que Remo e Nacional-AM disputaram a Série A. Assim, a CBD reuniu apenas os clubes do Nordeste na Série B, extinguindo de vez o torneio regional.

### Surgimento
Na década de 1990, a CBF voltou a organizar competições regionais como o Torneio Rio–São Paulo e a Copa do Nordeste. Assim, a primeira edição da Copa Norte foi disputada em 1997, com os melhores colocados de cada campeonato estadual da região.[carece de fontes?] Como forma de estimular a disputa, os campeões das três primeiras edições participaram da Copa Conmebol do mesmo ano. A última edição do torneio aconteceu em 2002.

## Títulos

### Por equipe
| Clube           | Títulos               | Vices           | 3º lugar        | 4º lugar        |
| --------------- | --------------------- | --------------- | --------------- | --------------- |
| São Raimundo-AM | 3 (1999, 2000 e 2001) | 2 (1998 e 2002) | 0               | 0               |
| Sampaio Corrêa  | 1 (1998)              | 1 (1999)        | 0               | 0               |
| Paysandu        | 1 (2002)              | 1 (2001)        | 0               | 0               |
| Rio Branco-AC   | 1 (1997)              | 0               | 1 (1998)        | 0               |
| Remo            | 0                     | 1 (1997)        | 0               | 2 (2000 e 2002) |
| Maranhão        | 0                     | 1 (2000)        | 0               | 0               |
| Ji-Paraná       | 0                     | 0               | 2 (1997 e 2002) | 0               |
| River-PI        | 0                     | 0               | 1 (2000)        | 1 (2001)        |
| Flamengo-PI     | 0                     | 0               | 1 (1999)        | 0               |
| Genus           | 0                     | 0               | 1 (2001)        | 0               |
| Imperatriz      | 0                     | 0               | 0               | 1 (1997)        |
| Ypiranga-AP     | 0                     | 0               | 0               | 1 (1998)        |
| Cruzeiro-RO     | 0                     | 0               | 0               | 1 (1999)        |

### Por federação
| Estado   | Títulos | Vices | 3º lugar | 4º lugar |
| -------- | ------- | ----- | -------- | -------- |
| Amazonas | 3       | 2     | 0        | 0        |
| Pará     | 1       | 2     | 0        | 2        |
| Maranhão | 1       | 2     | 0        | 1        |
| Acre     | 1       | 0     | 1        | 0        |
| Rondônia | 0       | 0     | 3        | 1        |
| Piauí    | 0       | 0     | 2        | 1        |
| Amapá    | 0       | 0     | 0        | 1        |

## Artilharia
| Ano  | Artilheiro                      | Time                           | Gols |
| ---- | ------------------------------- | ------------------------------ | ---- |
| 1997 | Edil                            | Remo                           | 5    |
| 1998 | Júnior                          | Sampaio Corrêa                 | 6    |
| 1999 | Fabiano Netinho e Nitinho       | Flamengo-PI São Raimundo-AM    | 4    |
| 2000 | Paulo César Robenildo           | Maranhão                       | 5    |
| 2001 | Babá Delmo Marcelo Cabeção Edil | Genus São Raimundo-AM Paysandu | 5    |
| 2002 | Lecheva                         | Paysandu                       | 9    |